# 吉田小百合
吉田小百合（日语：吉田 小百合，1966年3月25日—），日本女性配音員。出身於東京都。D-COLOR所屬。身高152cm。A型血。

## 人物
1990年曾隸屬於女合音團體「蘋果派」。後來轉身投入配音。最近是和第一代之前的成員三個人一起活動。
以前經歷OFFICE野澤（野澤雅子主宰）、Media Force。
與動畫《.hack//roots》、《黑騎士》負責色彩設計的動畫師吉田小百合是同名同姓不同人。
特長：唱歌。

## 演出
粗體字表示主要角色。

### 電視動畫
1998年
- 只有你：萬歲！歌廳俱樂部（日语：Only You ビバ!キャバクラ）（沙里奈）
- 時空轉抄納斯卡（三浦美雪）
- 轟天突擊隊（米菈露卡·波特）
- 名偵探動畫（關口弓子）

1999年
- 極道君漫遊記（日语：ゴクドーくん漫遊記）（盧維·拉·雷特）
- 霹靂酷樂貓（喵喵軍團3號&9號、茱麗葉[3]、小惠[3]、 等）
- 名偵探柯南（武田紗榮）

2000年
- （ 等）

2001年
- ANGELIC LAYER 天使領域（城之內鈴）
- SAMURAI GIRL 武俠派女高中生（中村環[4]）
- 新白雪姬傳說（淡雪姫乃）
- 娜姬卡電擊大作戰（セメレ）
- 星之卡比（歡歡／夢夢、蛀牙蟲）

2002年
- Weiß kreuz Glühen（兒玉美咲）
- 我們這一家（日直、店員 等）
- 驚爆危機（稻葉瑞樹）

2003年
- 彩夢芭蕾（蕾潔兒）
- F-ZERO 法爾康傳說（日语：F-ZERO ファルコン伝説）（Miss奇樂／美咲·遙）
- 驚爆危機？校園篇（稻葉瑞樹）

2004年
- 我們這一家（女子、店員、學生4）
- 抓鬼天狗幫（源菖蒲）
- 怪醫黑傑克（女子社員）
- 名偵探柯南（小孩）

2005年
- 我們這一家（親友）
- 哆啦A夢 (大山羨代版)（女人）
- 哆啦A夢 (水田山葵版)（須羽小雁子 等）
- 驚爆危機！The Second Raid（稻葉瑞樹）

2006年
- 花漾明星KIRARIN（南茜）
- 名偵探柯南（學生、女人）

2007年
- 我們這一家（店員B）

2008年
- 野坂昭如 戰爭童話集「小菊與大野狼（日语：キクちゃんとオオカミ）」（小孩）
- 蠟筆小新（夏美、假人模特兒）
- 忍者亂太郎（2008年－，下坂部平太〈第2代〉）

2009年
- 我們這一家（店員C）
- 蠟筆小新（女性B、園童D、小孩）
- 閃亮雙胞胎（孕婦）
- 戀愛班長（達米安）

2010年
- 蠟筆小新（地毯店店員、電話語音、表面張力A）
- 閃亮雙胞胎（清掃員）
- 星際寶貝：神奇大冒險 ～最棒的朋友～（學生E、野呂）

2011年
- 蠟筆小新（小孩、牙醫助手、女性A、民B、園童）

2012年
- 足球騎士（邁阿密王牌）
- 王者天下（羌象）
- 蠟筆小新（小學生、母犀牛、播報員）
- 黑魔女學園（須須木凜音）
- 大尾小岡（コンガ）
- 忍者亂太郎（城女忍者）

2013年
- 蠟筆小新（店員B）
- 黑魔女學園（森川瑞姬）

2014年
- 忍者亂太郎（受理）

2015年
- 蠟筆小新（竹筍、兔女郎）

2016年
- 蠟筆小新（阿金）
- 數碼暴龍宇宙-應用怪獸（春的母親）
- 龍族拼圖X（雞販阿姨）
- 名偵探柯南（主婦）

2017年
- 忍者亂太郎（嬰兒）
- 名偵探柯南（幼兒園老師）

2018年
- 忍者亂太郎（詩織〈第5代〉）

### 電影動畫
- 蠟筆小新：我和我的宇宙公主（2012年，閒人）
- 柳瀨嵩劇場 小春的笛子（日语：やなせたかしシアター）（2012年，辣妹）

### OVA
- 同窗會 Yesterday Once More（日语：同窓会 (ゲーム)）（1997年，若林鮎）
- 戀愛候補生 STARLIGHT SCRAMBLE（日语：恋愛候補生 STARLIGHT SCRAMBLE）（1998年，壽林）
- 旭日的艦隊（日语：旭日の艦隊）（1999年，瑪莉·帕瑪）
- 持有吉他的少年 -電腦奇俠VS閃電人-（2001年）
- ONE ～光輝的季節～（2001年，里村茜）
- 紺碧的艦隊（2003年，瑪莉·帕瑪）

### 網路動畫
- 蠟筆小新外傳 帶家族之狼（日语：クレヨンしんちゃん外伝 家族連れ狼）（2017年，侍女）

### 遊戲
- SIMPLE1500系列 Vol.36 THE 戀愛遊戲 ～夏色Celebration～（日语：夏色Celebration）（2000年，朝香久美子）
- MÄR 魔兵傳奇 遺忘的庫拉碧亞（2006年，斐拉·愛伊）
- 零之使魔 夢魔編織的夜風幻想曲（2007年）
- 神眷之力（2009年，拉露）

### 外語配音

#### 動畫
- 一路順風，查理布朗（范蕾特）
- 汪汪隊立大功（尤美）

### CD
- 愛我就是要說出來。（日语：晴天なり。）（吉峰貴利子）
- 新白雪姬傳說 Original Soundtrack vol.1－ED主題歌「Lucky Star」的主唱
  - 新白雪姬傳說 銀盤劇場「媽媽的花消失的日子」（淡雪姬乃）
- 廣播劇CD 抓鬼天狗幫原作版 ～學園tactics·情書的甜蜜陷阱!?～（源菖蒲）
- doll歌姬 ～vol.2
- 忍者亂太郎 廣播劇CD系列（下坂部平太）
  - 忍者亂太郎 廣播劇CD 火藥委員會之卷
  - 忍者亂太郎 廣播劇CD 二年級之卷
  - 忍者亂太郎 廣播劇CD 伊組之卷 ～中篇～
  - 用具委員會之卷
  - 一年伊組&綠組之卷
  - 綠組之卷 ～下篇～
- 廣播劇CD 超時空要塞 Generation（麗莎）－出道作品

### 其它
- 星之卡比 魔法劇場（歡歡）
- Go！Princess 光之美少女 音樂劇 搶救公主樂園！（睡美人）

## 外部連結
- 吉田小百合｜D-COLOR （页面存档备份，存于） （日語）